# Drosophila populi
Drosophila populi är en tvåvingeart som beskrevs av Wheeler och Throckmorton 1961. Drosophila populi ingår i släktet Drosophila och familjen daggflugor.
Artens utbredningsområde är Alaska.